# Naz Arıcı
Naz Arıcı (geb. 29. Juli 1982) ist eine türkische Eiskunstläuferin. Sie begann erst im Alter von 29 Jahren mit dem Sport, ihr erstes internationales Turnier war 2015 und sie hat drei Goldmedaillen zwischen 2019 und 2024 gewonnen.

## Leben

### 1982–2018: Jugend
Naz Arıcı wurde am 29. Juli 1982 in Ankara, Türkei, geboren. Beide Eltern waren Lehrer. Sie studierte electrical/electronic engineering an der Atılım University in Ankara. Nach einem Abschluss mit Auszeichnung arbeitete sie zunächst einige Zeit als Ingenieurin. Sie begann mit dem Eiskunstlauf im Alter von 29 Jahren, nachdem sie durch den Tod eines ihrer besten Freunde in eine Depression geriet und versuchte sich durch Videos im Internet selbst zu bilden, bevor sie Unterricht durch den Trainer Timuçin Özbükücü erhielt, den sie bei einer öffentlichen Eislaufvorführung kennengelernt hatte, sowie durch Duygu Salur. Als Mitglied des Yenimahalle Municipality Sports Club in Ankara, zog sie nach Erzurum, nachdem die BelPa Buz Pateni Tesisi (Olympische Eishalle in Ankara) geschlossen wurde. In Erzurum konnte sie ihr Training weiterführen. Sie verletze ihr linkes Knie und brach ihren rechten Zeh gerade vor ihrem ersten internationalen Wettkampf.
Im Mai 2015, im Alter von 32 Jahren, nahm sie als erste türkische Frau an einem internationalen Wettkampf im Senioren-Eiskunstlauf teil. Sie trat im Bronze Ladies I Free Skating (FS) an, in der Alterskategorie für 28- bis 37-Jährige. Die Adult Figure Skating Competition wird von der Internationalen Eislaufunion (International Skating Union, ISU) ausgerichtet und fand in Oberstdorf, Deutschland, statt. Arıcı errang Gold mit 34,67 Punkten vor 35 Wettkämpfern aus 15 Ländern. Mit ihrem Erfolg 2015 bereitete sie den Weg für die Einführung des Adult Figure Skating in ihrem Heimatland, und die Türkiye Buz Pateni Federasyonu, (TBPF, Türkische Eiskunstlauf-Vereinigung) gründete 2016 eine eigene Abteilung. Arıcı hat seither alle türkischen Meisterschaften gewonnen. Im Juni 2016 konnte sie in Oberstdorf erneut mit 41,19 Punkten vor 36 Wettkämpfer aus 12 Ländern ihren Sieg verteidigen.
Arıcı wurde später der Silver I FS category zugeteilt und konnte noch im selben Jahr ihren Meisterschaftstitel bei der ISU Adult Figure Skating Competition in Vancouver, British Columbia, Kanada, im August/September mit 35,75 Punkten vor neun Teilnehmern aus sechs Ländern verteidigen. Sie siegte erneut mit 34,97 Punkten beim Turkish Adult Figure Skating Championship der türkischen Eiskunstlauf-Vereinigung im BelPa-Eisstadion in Ankara im Januar 2017. Im Mai trat Arıcı im Silver I FS event bei der ISU Adult Figure Skating Competition in Oberstdorf an und errang mit 58,01 Punkten vor 22 Teilnehmern aus 15 Ländern wieder den Sieg. Sie wurde der Gold I Category zugeteilt und nahm am Free Skating Event bei der 2018 International Adult Competition in Burnaby, British Columbia teil. Sie wurde mit 42,27 Punkten bei neun Teilnehmern aus drei Ländern zweite.

### Nach 2019
Im Mai 2019 nahm Arıcı an der Gold I FS-Veranstaltung des ISU-Eiskunstlaufwettbewerbs für Senioren in Oberstdorf teil. Zum ersten Mal konnte sie keine Medaille gewinnen und belegte mit 45,57 Punkten den sechsten Platz unter 13 Teilnehmern aus zehn Ländern. In diesem Jahr wurde sie viermal in Folge türkische Meisterin im Eiskunstlauf der Senioren und gewann eine Goldmedaille bei der Swan Challenge in Bled, Slowenien, einem Single Ladies Free Skating Gold I Event mit 40,77 Punkten. Sie gewann auch eine Silbermedaille im Single Ladies Artistic Free Skating Gold YA+I Event beim selben Wettbewerb mit 18,67 Punkten unter drei Teilnehmern aus drei Ländern.
Arıcı qalifizierte sich auch für die 2020 Winter World Masters Games als erste und einzige Sportlerin der Türkei. Sie trat in der Gold II FS Category an (38–47). Im Mai 2022 nahm sie wieder bei der ISU Adult Figure Skating Competition in Oberstdorf teil, kam jedoch nur auf Rang sechs mit 45,63 Punkten bei 12 Teilnehmern aus sieben Ländern. 2023 bei den ISU Adult Figure Skating Competition in Oberstdorf gewann sie dann wieder die Goldmedaille mit 55,69 Punkten unter 17 Teilnehmern aus 13 Ländern. Im Januar 2024 nahm Arıcı in dem Gold II FS Event der Winter World Masters Games in der Lombardei, Italien, teil und errang die Goldmedaille mit 51,22 Punkten unter 21 Teilnehmern aus neun Ländern. Sie gewann auch die Silbermedaille bei der 2024 ISU Adult Figure Skating Competition in Oberstdorf, im Mai mit 52,16 Punkten unter 13 Teilnehmern aus zehn Ländern. In diesem Monat wurde sie erneut türkische Meisterin der Senioren beim Figure Skating Youth Cup in Samsun.

## Erfolge
| Jahr | Datum                   | Ort                    | Veranstaltung                        | Wettbewerb                   | Rang   | Punkte | Teilnehmer/Länder | Anmerkungen |
| ---- | ----------------------- | ---------------------- | ------------------------------------ | ---------------------------- | ------ | ------ | ----------------- | ----------- |
| 2015 | 18.–23. Mai             | Oberstdorf Deutschland | ISU Adult Figure Skating Competition | Bronze I FS                  | Gold   | 34.67  | 35/15             | [ 8 ]       |
| 2016 | 13.–18. Juni            | Oberstdorf             | ISU Adult Figure Skating Competition | Bronze I FS                  | Gold   | 41.19  | 36/12             | [ 10 ]      |
| 2016 | 29. August–3. September | Vancouver, Kanada      | ISU Adult Figure Skating Competition | Silver I FS                  | Gold   | 35.75  | 9/6               | [ 12 ]      |
| 2017 | 22.–27. Mai             | Oberstdorf             | ISU Adult Figure Skating Competition | Silver I FS                  | Gold   | 58.01  | 22/15             | [ 14 ]      |
| 2018 | 11.–13. Oktober         | Burnaby, Kanada        | International Adult Competition      | Gold I FS                    | Silber | 42.27  | 9/3               | [ 16 ]      |
| 2019 | 19.–25. Mai             | Oberstdorf             | ISU Adult Figure Skating Competition | Gold I FS                    | 6.     | 45.57  | 13/10             | [ 17 ]      |
| 2019 | 1.–3. November          | Bled, Slowenien        | Swan Challenge                       | Single FS Gold I             | Gold   | 40.77  | 2/2               | [ 18 ]      |
| 2019 | 1.–3. November          | Bled, Slowenien        | Swan Challenge                       | Single Artistic FS Gold YA+I | Silber | 18.67  | 3/3               | [ 19 ]      |
| 2022 | 23.–28. Mai             | Oberstdorf             | ISU Adult Figure Skating Competition | Gold II FS                   | 6.     | 45.63  | 12/7              | [ 20 ]      |
| 2023 | 15.–20. Mai             | Oberstdorf             | ISU Adult Figure Skating Competition | Gold II FS                   | Gold   | 55.69  | 17/13             | [ 21 ]      |
| 2024 | 12.–21. Januar          | Lombardei, Italien     | Winter World Masters Games           | Gold II FS                   | Gold   | 51.22  | 21/9              | [ 23 ]      |
| 2024 | 12.–17. Mai             | Oberstdorf             | ISU Adult Figure Skating Competition | Gold II FS                   | Silber | 52.16  | 13/10             | [ 24 ]      |